# Eugenio Bronzetti
Eugenio Bronzetti (Palermo, 24 ottobre 1906 – Palermo, 24 aprile 1997) è stato un fotografo italiano.

## Biografia
Bronzetti ha sempre respirato fotografia fin dalla nascita. Figlio di Benedetto (1870-1944), fotografo, e della figlia Celestina (1880-1957) della celebre "loggia" di Eugenio Interguglielmi, si può affermare che sia figlio d'arte. Dopo la sua prima fotografia del 1920 apprende tutti i segreti e i trucchi del mestiere dal padre e dal nonno materno.
Era terminata l'epoca d'oro della cosiddetta Belle Époque che si estese fino all'età giolittiana, in pratica a ridosso della prima guerra mondiale che coincise a Palermo con la fine dei "loggiati", così chiamati gli studi fotografici con grandi vetrate per i ritratti dei nobili, alta borghesia, ma anche di mercanti e semplici cittadini. La fotografia non fu più solo quella dei ritratti ma diventò ricerca, si pose in movimento ed Eugenio Bronzetti, pur avendo ricevuto un notevole bagaglio tecnico artigianale dal nonno e dal padre, stava imboccando la nuova frontiera della fotografia: quella della realtà quotidiana.
Egli infatti sentì il bisogno di viaggiare, conoscere, lavorare oltre i confini della città di Palermo e dintorni. Nel decennio che va dal 1928 al 1938 ebbe molte committenze e richieste di lavori che lo portarono fino a Roma nel 1943, dove resterà durante gli anni del passaggio del fronte della seconda guerra mondiale. Secondo la figlia Lucia, Bronzetti, avrebbe nascosto nel suo appartamento romano una famiglia di ebrei i cui figli poi emigrarono in America. Sembra peraltro che abbia preso parte, come operatore, ad alcuni film dei quali però si sono perse le tracce. A Roma nel 1944 Eugenio vide morire anche il padre Benedetto. Nel 1947 decise di tornare a Palermo.
Già nel 1929 prese in carico la guida dello studio fotografico a causa dell'infezione ad un dito della mano del padre, provocata dai ferri di cianuro di potassio e solfuro di sodio. In tale occasione cambiò il nome in "Fototecnica Bronzetti"
Non sappiamo se nel corso dei suoi viaggi e dei suoi spostamenti, compreso il periodo romano, abbia lasciato lo studio palermitano nelle mani di qualche altro socio o lavorante.
Nel capoluogo siciliano realizzò vari servizi fotografici sulla ricostruzione dopo la guerra e sulle vicende del Movimento per l'Indipendenza della Sicilia, oltre alla pubblicità per i commercianti palermitani, alcuni dei quali esportarono il loro marchio in un contesto più ampio della sola Sicilia. Chiuse la sua attività nel 1981 dopo una grave caduta. Morì nel 1997 lasciando un patrimonio di 85 000 lastre e negativi.

## Fondo Bronzetti
L'archivio di Eugenio Bronzetti e di suo padre è depositato presso il C.R.I.D. - Centro Regionale per l'Inventario, la Catalogazione e la Documentazione della Regione Siciliana. La ricerca in oggetto, pubblicata sulla rivista AFT, era finalizzata alla tesi di laurea di Carla Anna Becchina presso l'Università di Pisa.
Le immagini di Bronzetti consentono di capire quale fu lo stile Liberty palermitano e quale perdita sia stata per la città dal momento che tali edifici sono andati perduti con il Sacco di Palermo, demoliti negli anni '50 per costruire in cemento armato, distruggendo "una delle vie più invidiate d'Europa di inizio Novecento, Via Libertà"
Se il suo lavoro nel rilievo architettonico, specie negli anni Venti, è di assoluta importanza, per i materiali fotografici più antichi fu Bronzetti stesso che si accorse, tornando da Roma a Palermo, che molte delle vecchie lastre di vetro dell'Archivio erano scomparse e con esse un patrimonio di grande valore, anche se per fortuna molte si erano salvate e fanno parte del C.R.I.D. Siccome con i bombardamenti della guerra i vetri delle finestre andarono in gran parte in frantumi, l'avvocato Visconti, nel cui scantinato aveva trovato rifugio l'archivio, prendeva le lastre di vetro più grandi e, dopo averle lavate in acqua calda per toglierle la gelatina, le sostituiva ai vetri rotti delle finestre!